# Молодецкое (Калининградская область)
Молодецкое — посёлок в Гурьевском городском округе Калининградской области. Входил в состав Низовского сельского поселения (упразднён в 2014 году).

## История
Известный как имение Хайлигенвальде, а ранее Гуцдорф вошел в 1874 году во вновь образованный район Хайлигенвальде с его центром в сельской общине Хайлигенвальде (ныне Ущаково). До 1939 года принадлежал округу Кенигсберг (Пруссия), с 1939 по 1945 год - округу Самланд административного округа Кенигсберг провинции Восточная Пруссия.
В 1910 г. в усадебе Хайлигенвальде проживали 52 человека. В 1928 году район отказался от самостоятельности и вошел в состав сельской общины Хайлигенвальде (Ущаково).
В 1950 году Германсхоф был переименован в поселок Молодецкое.

## Население
| 2002 | 2010 |
| ---- | ---- |
| 37   | ↗64  |

Население Хайлигенвальде в 1910 году составляло 52 человека.